# Uno dei tre
Uno dei tre (Le glaive et la balance) è un film del 1963 diretto da André Cayatte.

## Critica
Il Dizionario Mereghetti lo definisce «il solito caso di coscienza che piace tanto a Cayatte (...) costruito con la solita perizia impersonale e un po' ripetitiva», ma loda la prova degli interpreti Perkins, Brialy e Salvatori. Anche il Dizionario Morandini salva i tre giovani protagonisti, ma giudica il film inverosimile e noioso.

## Riconoscimenti
- David di Donatello 1963
  - Miglior produttore